# Мекранцы
Мекранцы (англ. Makrani, белудж. ماكاران, хинди मकरानी, гудж. મકરાણી) — этническая группа в составе белуджей, компактно проживает на побережье Мекран в Пакистане (провинция Синд) а также в Карачи, имеет частично восточно-африканское происхождение. Произошла в результате смешения местного иранского народа — белуджей с восточно-африканскими рабами, которых завозили арабские работорговцы в течение нескольких столетий до XIX века. Мекранцы говорят на мекранском диалекте белуджского языка, в котором присутствуют африканские заимствования. Число носителей мекранского диалекта около 82 000 человек в Пакистане и 28 000 в Гуджарате (Индия), всего около 110 000 человек (на 2020 год). 

## Описание
Мекранцы родственны этнической группе сидди, проживающей на юге Пакистана и юго-западе Индии, также имеющей восточно-африканское происхождение. Основные занятия мекранцев — рыболовство, земледелие (выращивание фиников, кокосов, бананов, зерновых культур), портовые рабочие в порту Карачи. Обычаи мекранцев сходны с обычаями белуджей, но имеют и некоторые африканские корни, у мекранцев свои собственные музыкальные традиции, близкие к исконно африканским.

## Генетика
Генетические исследования, проведенные в 2017 году, показали присутствие у мекранцев африканского генетического вклада (негроидного населения Африки южнее Сахары) — около 12 % (± 7 %) для Y-хромосомных гаплогрупп и 40 % (± 9 %) для мтДНК.
Благодаря африканским последовательностям ДНК, у мекранцев имеется повышенная стойкость к малярии.